# Велика вода (фільм)
Велика вода (мак. Големата вода) — македонський фільм 2004 року, режисера і сценариста Іво Трайкова; екранізація однойменного роману Живко Чинго. Композитором виступив Кирило Джайковський. На екрани вийшов фільм 30 березня 2004 року.

## Сюжет
Сюжет заснований на романі Живко Чінго 1971 року — це спогади Лема Нікодіноського, якого в самому початку фільму відвозять до лікарні після серцевого нападу. Лем згадує про своє дитинство: про те, як він позбувся батьків і потрапив після закінчення Другої світової війни в притулок для сиріт, де панувала залізна дисципліна. Директор притулку Аритон постійно намагався підбурити сиріт один проти одного, вважаючи їх ворогами нової влади, і примушував їх слідувати новій ідеології. Разом з харизматичним другом Ісаком Лем стає одним з тих дітей, хто дає відсіч Аритону, не втрачаючи почуття власної гідності.

## У ролях
- Сашо Кекеновський — Лем Нікодіноський в дитинстві
- Майя Станковська — Ісак Кейтен
- Мітко Апостолівський — Аритон
- Веріца Недеська — Олівера Срезоська
- Мето Йовановський — Лем Нікодіноський в старості
- Раді Шербеджія — Лем Нікодіноский в старості (озвучення)

## Премії і критика
Фільм «Велика вода» виграв Гран-прі Валенсійського кінофестивалю і був навіть номінований на премію «Оскар» як кращий фільм іноземною мовою в 2005 році, але не потрапив у шорт-лист. Критики дали високу оцінку фільму: так, сайт Rotten Tomatoes дав фільму оцінку 71 % на основі 21 відгука, на основі 15 відгуків інший сайт Metacritic поставив фільму оцінку 62 бали.